# La Pe
La Pe es una localidad del estado mexicano de Oaxaca. Es cabecera del municipio de La Pe.

## Demografía
| Censo | Población |
| ----- | --------- |
| 1900  | 521       |
| 1910  | 465       |
| 1921  | 442       |
| 1930  | 470       |
| 1940  | 414       |
| 1950  | 713       |
| 1960  | 768       |
| 1970  | 896       |
| 1980  | 1084      |
| 1990  | 1389      |
| 1995  | 1309      |
| 2000  | 1586      |
| 2005  | 1673      |
| 2010  | 1990      |
| 2020  | 2527      |